# Paregoros
Dans la mythologie grecque, Paregoros (en grec ancien Παρηγορος / Parêgoros), Parégor ou Paregoron était la personnification du réconfort. Son équivalent romain était la déesse Consolatio.

## Étymologie et fonction
Peregoros, en grec ancien Παρηγορος / Parêgoros, signifie littéralement consolatrice, c'est-à-dire celle qui réconforte par des paroles apaisantes. Dans la littérature, on peut aussi trouver son nom sous la forme de Paregoron.
Peregoros est donc l'esprit ou daimôn de la consolation. Elle était la compagne d'Aphrodite et de Péitho, car elle était associée à leurs caractéristiques. 

## Culte
Pausanias a écrit qu'une statue de cette déesse se trouvait dans le temple d'Aphrodite de Mégare, au côté de la statue de la déesse Péitho.

### Pages connexes
- Liste des divinités de la mythologie grecque